# В омаята на преображението
„В омаята на преображението“ (на немски: Rausch der Verwandlung) е роман от австрийския писател Стефан Цвайг (1881-1942), публикуван посмъртно през 1982 г.
Стефан Цвайг си създава световна слава като автор на психологически новели, художествени биографии, есета, мемоари, но не и на романи. (Единственият му роман, публикуван приживе, е „Неспокойно сърце“ – 1938.) Но от спомените и писмата му става ясно, че години наред, почти до края на живота си, той е носил идеята да напише един „австрийски роман“, в който да използва „отечествен колорит и австрийски характери“. Смяташе се, че Цвайг не е осъществил това свое намерение, но ето че четиридесет години след смъртта му в неговия архив бе открита завършена белетристична творба, която носеше всички белези на отдавна замисления роман. Тя бе публикувана през 1982 година и стана – според критиката – „звезден миг“ за неговите читатели.
Каква е историята на това останало в чекмеджето на писателя произведение?
През 1930 година в писмо до Максим Горки, който пребивава в Соренто, Стефан Цвайг споменава: „Най-напред трябва да завърша една по-голяма психологическа книга, която ме обвързва с библиотеки и градове; едва тогава, предполагам, в края на септември ще бъда вече свободен и искам да напиша един малък роман. За това няма да ми е нужно друго освен пакет хартия и перо, а тях мога да намеря всякъде. Вече изпитвам радост от този вид свобода, защото от година на година ставам вътрешно все повече номад и все по-независим от места, градове и езици.“

## Първият роман
Стефан Цвайг се залавя с този свой първи роман – до лятото на следващата година написва около сто и двадесет страници. В тях пресъздава атмосферата в примитивния и наивно патриархален свят на дълбоката австрийска провинция след разпадането на Австро-Унгарската империя. На този социален фон разглежда съдбата на своята героиня – младата Кристине Хофленер, която води безрадостното съществуване на дребна пощенска служителка в една селска станция; заплатата ѝ е мизерна и едва стига да покрие всекидневните ѝ разходи. Писателят изобразява унинието и примирението на тази жена – типично душевно състояние за австриеца между двете световни войни, който от поданик на огромна европейска монархия се е превърнал в гражданин на малка буржоазна република.
За да обхване по-пълно обществената картина в Австрия от „епохата на културата и костюма“, Стефан Цвайг обрисува в романа си и „света на богатите“. Самият той принадлежи към този свят и опознава неговия „сладък живот“ още 26-годишен, когато в края на Първата световна война пребивава в курорта Санкт Мориц. Тогава записва в дневника си: „Всъщност отвратително е! Толкова безгрижен живот! Срамувам се, че спадам към тях... Как само седят на чай, флиртуват и се смеят: някаква двойка танцува танго и се извива и люлее под звуците на мелодията. 'О, нима има война? Нима светът е объркан? Искаме валс, един нежен валс към чая.' Усмивки и премрежени погледи. Смях и разпуснатост.“
Писателят сблъсква селската пощенска служителка с този „свят без труд и нищета, за който тя никога не е имала представа“. Бедно облечена, смутена и неуверена, Кристине пристига в швейцарския курорт Понтрезина, поканена от заможната си леля, която е женена за американски богаташ.

## Омаята на преобличането
В големия елегантен хотел тя облича нови красиви дрехи и изпада в „омаята на преображението“ – пред „златната младеж“ на курорта се представя за богата госпожица – заедно с името тя променя и своята самоличност. За първи път невзрачната пощенска служителка чувства, че е млада и привлекателна – всички погледи са устремени към нея. Този „нов живот“ я увлича с цялата магическа сила на стремежа към недостъпното и забраненото. Докато накрая измамата е разкрита и Кристине трябва да се завърне в своето село.
През лятото на 1931 година Стефан Цвайг се усамотява в Тумерсбах, далеч от фестивалното гъмжило в Залцбург, за да завърши най-после романа си. Но по-нататъшното развитие на сюжета му създава затруднения. Той пише на тогавашната си съпруга Фридерике Цвайг: „Работата ми върви едвам-едвам. В средата на книгата съм застанал пред широк ров, който не мога да прескоча и от един месец тъпча пред него като плах кон.“
Писателят чувства, че в образа на героинята му трябва да настъпи някаква решителна промяна, а съдбата ѝ да получи нов обрат, но не знае как да продължи. Измъчват го съмнения и неувереност. Затова оставя романа за по-добри времена и се заема с нещо не толкова лично и по-малко обременяващо – биографията на френската кралица Мария Антоанета.
Една ноемврийска сутрин Стефан Цвайг се събужда петдесетгодишен. Той обглежда изминатия житейски и творчески път и се пита: „Какво още мога да желая? Странно: тъкмо защото в тоя час не знаех какво да желая – четем в спомените му, – у мен се събуди някакво тайнствено безпокойство. Не аз самият, а нещо друго питаше в мен: Наистина ли ще бъде добре, ако животът ми продължи да тече така, все тъй безбурен, уреден, доходоносен и удобен, без нови изпитни и напрежения?... Няма ли да е по-добре за мене да дойде нещо ново, което да ме направи по-напрегнат, по-неспокоен, по-млад, да ме предизвика към нова и може би още по-опасна борба? На тоя петдесети рожден ден в дълбините на душата си имах само това престъпно желание: да стане нещо, което да ме изтръгне пак от сигурността и удобствата, да ме принуди не просто да продължа, но да започна отново.“

## Мечтата за преображение
Стефан Цвайг постепенно изпада в дълбока екзистенциална криза, която съвпада с политическата и обществена криза в Австрия и Германия. Пред лицето на надигащия се националсоциализъм писателят мъчително търси отговор на въпроса за ролята и мястото на интелектуалеца в една епоха на остри идейни и политически сблъсъци.
Своите възгледи той влага в изповедната си книга „Триумфът и трагедията на Еразъм Ротердамски“. Там казва: „Призванието, смисълът на Еразмовия живот е хармоничното примирение на противоположностите в духа на хуманизма.“ Цвайг решава да се оттегли от публичния живот и да се затвори в мълчание. През есента на 1933 година, бягайки от фашистките изстъпления в Залцбург, той заминава за Лондон. В мемоарната си книга „Светът от вчера“ отбелязва: „Тук човек можеше да диша, да мисли и да разсъждава... Тъкмо беше излязла моята '“Мария Антоанета"' и аз преглеждах коректурите на книгата си за Еразъм... След завършването на това забулено самоизложение възнамерявах да напиша един отдавна намислен роман. Наситил се бях вече на биографии."
Все пак в Лондон Стефан Цвайг написва още една художествена биография – тази на шотландската кралица Мария Стюарт – и отново решава да завърши своя „австрийски роман“. Вече знае как ще го продължи – развръзката му е подсказана от политическото развитие в Европа и от някои поврати в личния му живот.
В Германия е дошъл на власт Хитлер; по площадите на Берлин студенти в кафяви ризи, предвождани от своите професори, горят книгите на неудобните за режима писатели – сред тях е и Стефан Цвайг. В Австрия се извършват погроми, на евреите е забранено дори да сядат по пейките на обществените паркове. Това дълбоко разтърсва Цвайг, чиято възрастна майка е останала във Виена. Той се усеща предаден и измамен от собствената си страна, за чието духовно израстване и културен престиж е направил толкова много. Чувства се като войник, който достойно се е сражавал за отечеството си, а вместо почести е получил ритник.

## Правото на съществуване
Така писателят създава образа на Фердинанд Фарнер – „човек, зареден с революционен дух“; той олицетворява онази излъгана младеж, която се завръща от войната и пленничеството обезверена, лишена от морални устои и „право на съществуване“. Но този образ въплъщава и собствената възбуда на Стефан Цвайг поради положението му на отхвърлен от родината си човек. Той изрича с устата на Фердинанд: „Нищо не те вбесява така, както да стоиш беззащитен срещу нещо, което не можеш да проумееш, което идва от хората, но не от един-едничък, та да го сграбчиш за гърлото.“
Фердинанд се появява в селото, където работи Кристине, и бързо завладява въображението ѝ – за нея е започнал старият живот, но все пак в него има нещо ново. Съзнанието ѝ се е променило; в душата си тя е натрупала гняв и озлобление срещу онзи свят, в който е преживяла няколко прекрасни дни и от който е била безцеремонно изхвърлена. Младата жена изпитва сродни чувства с останалия без работа и надежда мъж и е готова да извърши всичко заедно с него: дори самоубийство. „Аз съм свършен човек – казва Фердинанд, – вече не мога да се изправя на крака... Няма смисъл. Поне да сложим достойно край, като двама другари.“
Но Стефан Цвайг пощадява героите си и ги спасява от самоубийство, като ги тласка към престъпление. Двамата ще оберат касата на пощенската станция и ще избягат в чужбина, за да започнат „нов живот“. Така обществените условия – годината е 1926 – превръщат двама порядъчни хора в „демонични личности“.